# Amir-Abbas Hoveyda
Amir-Abbas Hoveyda (em persa: امیرعباس هویدا; Amīr `Abbās Hoveyda, 18 de fevereiro de 1919 – 7 de abril de 1979) foi um economista e político iraniano. Ele foi primeiro-ministro do Irão entre 27 de janeiro de 1965 e 7 de agosto de 1977. Foi primeiro-ministro durante mais de 12 anos e foi o primeiro-ministro iraniano que teve o mandato mais longo na história do Irã. Ele também foi Ministro das Finanças no gabinete de Hassan-Ali Mansur. Depois da Revolução Iraniana foi condenado à morte no dia 7 de abril de 1979 por um tribunal revolucionário presidido por Sadeq Khalkhali por "estar travando uma guerra contra Deus" e "espalhar corrupção na Terra". Depois de conhecida a sentença, foi imediatamente transportado para a prisão onde foi executado.

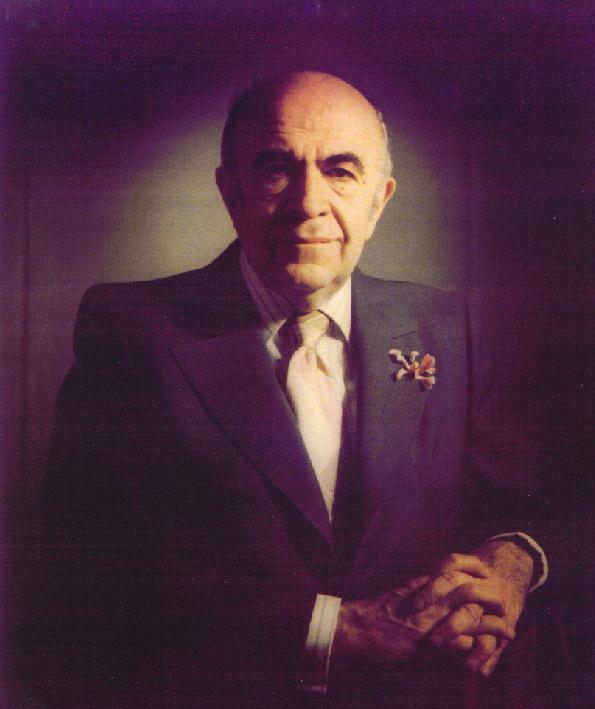
Amir Hoveida

Hoveyda muitas vezes conduzia o seu automóvel Paykan

.

## Primeiros tempos de vida e educação
Nasceu em Teerão em 1919 filho de  Habibollah Hoveyda (Ayn ol-Molk), um diplomata mais importante durante os últimos anos da  dinastia Qajar e de Afsar ol-Moluk . Enquanto o pai de Hoveyda tinha sido  Bahá'í, e mais tarde deixara essa religião, Amir Hoveida dizia-se não religioso. Ele era sobrinho de Abdol Hossein Sardari, também conhecido como o "Schindler do Irão". Por causa das responsabilidades ligadas à vida de diplomata do seu pai Ayn ol-Molk, a família Hoveyda nunca tinha residência fixa durante um período prolongado de tempo. Amir Hoveyda estudou em diversos países, deu a ele uma vida cosmopolita que foi uma das características principais de grande parte da sua vida. Quando a sua família esteve em Beirute, Líbano frequentou o liceu francês (uma instituição afiliada com o governo francês). O seu amor pela França e sua cultura foi criado na sua estadia naquele liceu.
Ele prosseguiu em 1938, os seus estudos superiores em Londres, o que lhe permitiu falar inglês; depois de uma curta passagem em França em 1939, ele continua os seus estudos na Université Libre de Bruxelles, onde é diplomado em ciências políticas em 1941, uma altura em que o país estava ocupado pelos Alemães.

## Vida privada
Hoveyda foi casado com  Rozita Mansur (de 1950 a 1952) e Leila Emami (de 1964 a 1971).

## Primeiro-Ministro
Ele foi primeiro-ministro entre 27 de janeiro de 1965 e 7 de agosto de 1977. Depois de mais de 12 anos de chefia de governo, o xá substitui-o por Jamshid Amouzegar (25 de junho de 1923-28 de setembro de 2016) um tecnocrata formado nos Estados Unidos é encarregue em melhorar a situação económica iraniana que estava preocupante.

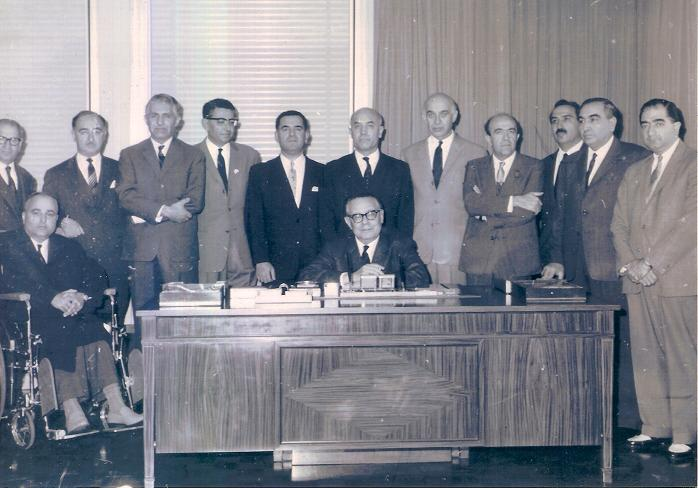
Hoveyda como membro do Conselho da Companhia Nacional Iraniana de Petróleo, o quarto a contar da direita.

## Ministro da Justiça
Apesar de deixar de ser primeiro-ministro, ele continua na vida política e foi nomeado Ministro da Justiça. As tensões tornadas palpáveis durante meados da década de 1970 acabaram por convencer o monarca a oferecer aos iranianos uma equipa nova com o fim de encarar os erros acumulados, relacionados com projetos faraónicos, corrupção, penúrias, miséria, desigualdades sociais, etc.
No dia 9 de setembro de 1978, na sequência dos acontecimentos trágicos na Praça Jaleh (Teerã), o dia anterior (8 de setembro ficou conhecido pela Sexta-feira negra, um massacre perpetrado pelos militares provocaram cerca de 90 mortos e 250 feridos, Amir-Abbas Hoveyda demitiu-se, apesar de não ter responsabilidades no massacre.
Novos motins violentos tiveram lugar em Teerão a partir de 5 de novembro de 1978 forçaram o  xá a  um ato forte. Depois de um conselho dos principais responsáveis militares, o monarca ordenou a prisão de Hoveyda que ficou sobre prisão domiciliar, desde 8 de novembro de 1978, antes de ser encarcerado na prisão de Qasr, após a revolução em 1979.
A partida de  xá significava para os agentes da Savak que a fuga era inevitável, os carniceiros deixaram os seus lugares e Hoveida foi abandonado na sua célula. Apesar de aconselhado por familiares e amigos a deixar o Irão, Hoveyda recusou deixar o país, pois achava que nada lhe iria acontecer, erro fatal, que lhe custaria a vida.

## Julgamento e execução
No dia 7 de abril de 1979 decorreu o seu julgamento, onde não teve direito a advogado de defesa. Foi enviado nesse dia, da residência onde estava preso para prisão Qasr . O juiz do seu julgamento foi Sadeq Khalkhali. Khalkhali durante o julgamento gritou e insultou Hoveyda durante a maior parte do tempo, chamando-lhe "um corruptor da Terra" e "um criminoso fantoche do Ocidente", recusando-lhe fazer um testemunho em sua defesa. Desafiando Khalkali, Hoveyda arrogantemente informou-o de que não tinha intenção de se defender perante aquele tribunal que para ele não tinha qualquer autoridade para o julgar e que tudo aquilo não passava de uma farsa. Imediatamente, Khalkhali anunciou a sua sentença, morte por fuzilamento e confiscação dos seus bens. Minutos mais tarde o antigo primeiro-ministro foi levado para a prisão . Antes de atingir a área designada para o fuzilamento, Hojatoleslam Hadi Gaffari (na atualidade um político reformista) puxou da pistola e deu dois tiros no pescoço. Foi deixado no chão em agonia, implorando aos executores para terminarem com ele. Finalmente um executor deu-lhe um tiro na cabeça, terminando com a sua vida. O cadáver esteve na morgue vários meses, até ser enterrado no cemitério  Behesht-e Zahra num túmulo não identificável.

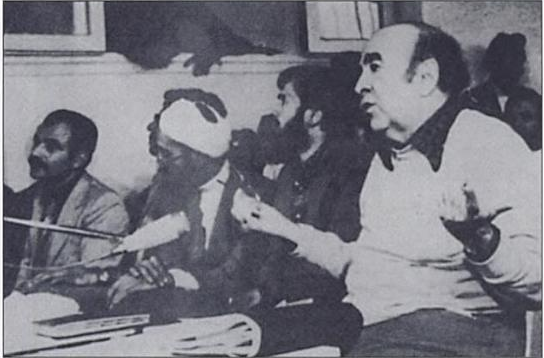
Hoveyda perante um Tribunal Revolucionário, antes de ser condenado à morte.

A seguir à sua execução, a sua residência nas Torres A.S.P. foi saqueada pelos guardas revolucionários. De acordo com algumas testemunhas, ao contrário das acusações de corrupção, ele raramente tinha uma vida de luxo. Os seus únicos bens "valiosos" eram uma cadeira de balanço e uma biblioteca com uma centena de livros.

## Legado
Em 2000, foi publicada uma biografia de Hoveyda  The Persian Sphinx,por Abbas Milani em inglês e ainda em persa em 2001 e 2002.